# Carlos Ruf
Carlos Francisco Ruf Osola (Hamina, 14 ottobre 1969) è un ex cestista spagnolo.

## Carriera
Con la Spagna conquistò la medaglia d'argento ai Giochi del Mediterraneo del 1987.

## Palmarès
- Campionato spagnolo: 2

Joventut Badalona: 1990-1991, 1991-1992
- Copa Príncipe de Asturias: 2

Joventut Badalona: 1989, 1991
- Liga catalana: 4

Joventut Badalona: 1987, 1988, 1990, 1991
- Coppa Korać: 1

Joventut Badalona: 1989-1990